# Лёбекке, Теодор
Карл Генрих Вильгельм Теодор Лёбекке (нем. Carl Heinrich Wilhelm Theodor Löbbecke) (* 4 марта 1821 в Хюккесвагене; † 18 января 1901 в Дюссельдорфе) — немецкий фармацевт и основатель коллекции Музея Лёбекке в Дюссельдорфе, почётный доктор наук.

## Биография
Отцом будущего естествоиспытателя был аптекарь Теодор Лёбекке, а матерью — Вильгельмина Дёринг. Мальчика крестили в реформатской церкви Хюккесвагена.
Лёбекке закончил реальную школу Эльберфельда (ныне часть Вупперталя) в 1837 году и провёл следующие шесть лет, обучаясь на фармацевта. В 1843 году он проучился год в Берлинском университете, после чего получил лицензию, которая позволяла стать первоклассным фармацевтом. Примерно в 1846 году Лёбекке приобрёл аптеку Эйнхорна в Дуйсбурге, и тогда же он начал собирать свою коллекцию конхилий.
Путешествуя по Европе, Ближнему Востоку и Африке, а также скупая коллекции у других исследователей, он постоянно увеличивал свою частную коллекцию, поэтому вскоре после этого его уже не только в шутку стали называть «королём мидий». Около 1880 года у него была собрана самая большая коллекция конхилий в Европе. 
Отказавшись от своей аптеки в 1873 году, он основал частный музей по адресу Шадовштрассе 51 в Дюссельдорфе. В последующие годы он работал над вторым изданием «Систематики конхилий», трудился над идентификацией улиток и мидий. В 1883 г. он женился на Каролине Бистерфельд, с которой ушёл в отставку с 1886 г. и полностью отказался от научной деятельности. Лёбекке умер в 1901 году в своем доме в Дюссельдорфе.
Теодор Лёбекке похоронен на Северном кладбище в Дюссельдорфе. Его именем названа улица в его родном городе Хюкесвагене.
Его дядей был врач, естествоиспытатель и коллекционер естествознания Вильгельм Людвиг Дёринг.

## Коллекция
После его смерти вдова завещала коллекцию городу с условием, что частный музей станет общественным. Преемник этого первого музея на старом складе рейнской гавани Дюссельдорфа существует и сегодня. В настоящее время коллекция насчитывает около 250 000 моллюсков, в основном морских, около 75 000 находок из области наук о Земле, около 8 500 яичных скорлуп, около 650 000 насекомых и многое другое.
Музей Лёбекке носит его имя с 1904 года, когда он был впервые открыт для публики. В 1930 году он территориально слился с Дюссельдорфским зоопарком, который открылся в 1876 году. Коллекции Лёбекке пережили Вторую мировую войну почти неповреждёнными и снова были выставлены в бомбоубежище в 1947 году, а год спустя к ним был добавлен аквариум. Коллекция была закрыта в 1980-х годах и перемещена в Северный парк Дюссельдорфа, где она была вновь открыта в 1987 году как Музей Лёбекке-Аквапарк, таким образом, впервые в Германии объединив учреждения «зоопарк» и «музей» в одно целое. Сейчас его посещают более 500 000 человек в год.

## Научное признание
Обнаруженная в коллекции Лёбекке раковина улитки, пролежавшая там более 100 лет и не замеченная ранее, теперь описана как новый вид, до сих пор неизвестный науке. Она названа «Angaria loebbeckei» — «улитка-дельфин Лёбекке».

### В его честь названы также
- Pterynotus loebbeckei (Kobelt, 1879)
- Simnia loebbeckeana (Weinkauff, 1881)

### Виды, описанные Лёбекке
- Aspergillum kobeltianum C.H.W.T. Löbbecke, 1879
- Buccinum lischkeanum C.H.W.T. Löbbecke, 1881
- Cancellaria laticosta C.H.W.T. Löbbecke, 1881
- Cancellaria reeveana subsinensis C.H.W.T. Löbbecke, 1881
- Conus kobelti C.H.W.T. Löbbecke & W. Kobelt, 1882
- Conus weinkauffii C.H.W.T. Löbbecke, 1882
- Latirus troscheli C.H.W.T. Löbbecke, 1882
- Murex percoides C.H.W.T. Löbbecke, 1879
- Murex torrefactus benedictinus C.H.W.T. Löbbecke, 1879
- Ostrea lischkei C.H.W.T. Löbbecke, 1882
- Rectartemon regius C.H.W.T. Löbbecke, 1881

## Прижизненные публикации Лёбекке
- 1879. Löbbecke, T: Aspergillum kobeltianum. Nachrichtsblatt der deutschen malakozoologischen Gesellschaft. 11: 95-96. Source - Edit
- 1882. Löbbecke, T: Diagnosen neuer Arten. Jahrbücher der Deutschen Malakozoologischen Gesellschraft, 9 (1 ): 90 -91 Source - Edit
- 1886. Löbbecke, T. & Kobelt, W. Die Gattung Crassatella Lam. - Systematisches Conchylien-Cabinet von Martini und Chemnitz 10 (1a): 1-41, Taf. 1-9. Nürnberg. Source - Edit
- 1887. Löbbecke, T. & Kobelt, W. . Das Genus Cancellaria nebst Anhang Admete. - Systematisches Conchylien-Cabinet von Martini und Chemnitz 4 (4): 1-110, Taf. 1-24. Nürnberg.